# Pterodroma
Pterodroma es un género de aves del orden de las procelariformes que incluye a los petreles o pamperos. Son aves marinas de tamaño medio a grande y suelen alimentarse de presas que toman de la superficie del mar.
Las especies de Pterodroma tienen picos cortos y robustos que están adaptados para tomar presas blandas en la superficie y tienen intestinos enroscados para la digestión de animales marinos que tienen bioquímicas inusuales.
Las marcas complejas en las alas y la cara son probablemente para el reconocimiento de sus co-específicos.
Estas aves anidan en colonias en islas o en montañas escarpadas con mucha vegetación. Cuando no anidan son pelágicas. Suelen poner un solo huevo en una oquedad, túneles bajo tierra o en suelo abierto. Durante su estancia en las colonias de reproducción solo vuelan de noche.
La forma de vuelo de estas aves da lugar al nombre de este género "petrel": que hace referencia a San Pedro, y el momento en que caminó sobre las aguas. Su denominación científica tiene un mismo origen: Pterodroma, del griego clásico pteron, "ala" y dromos, "corredor".

## Especies
La taxonomía de los petreles o pamperos se encuentra en vías de reforma. Varios géneros han sido divididos por ser más cercanos a los géneros de las pardelas (Procellaria y Puffinus). Algunas subespecies han sido elevadas al rango de especie. El tratamiento dado aquí es el tradicional, pero anota los cambios propuestos por Austin (1998) y Bretagnolle et al. (1998). Para la taxonomía actual vea también Brooke (2004). La nomenclatura en español procede de Bernis et al.(1994).
Género Pterodroma
- Pterodroma macroptera (Smith, A, 1840) – petrel aligrande;
- Pterodroma lessonii (Garnot, 1826) – petrel cabeciblanco;
- Pterodroma gouldi (Hutton, FW, 1869) – petrel carigrís;
- Pterodroma incerta (Schlegel, 1863) – petrel de Schlegel;
- Pterodroma solandri (Gould, 1844) – petrel de Solander;
- Pterodroma magentae (Giglioli & Salvadori, 1868) – petrel taiko;
- Pterodroma ultima Murphy, 1949 – petrel de Murphy;
- Pterodroma mollis (Gould, 1844) – petrel suave;
- Pterodroma madeira Mathews, 1934 – petrel de Madeira;
- Pterodroma feae (Salvadori, 1900) – petrel gon-gon;
- Pterodroma deserta Mathews, 1934 – petrel de las Desertas;
- Pterodroma cahow (Nichols & Mowbray, 1916) – petrel cahow;
- Pterodroma hasitata (Kuhl, 1820) – petrel antillano;
- †? Pterodroma caribbaea Carte, 1866 – petrel jamaicano;
- Pterodroma externa (Salvin, 1875) – petrel de las Juan Fernández;
- Pterodroma occulta Imber & Tennyson, 2001 – petrel de Falla;
- Pterodroma neglecta (Schlegel, 1863) – petrel de Kermadec;
- Pterodroma heraldica (Salvin, 1888) – petrel heraldo;
- Pterodroma arminjoniana (Giglioli & Salvadori, 1868) – petrel de la Trinidad;
- Pterodroma atrata (Mathews, 1912) – petrel de la Henderson;
- Pterodroma alba (Gmelin, JF, 1789) – petrel de las Fénix;
- Pterodroma baraui (Jouanin, 1964) – petrel de Barau;
- Pterodroma sandwichensis (Ridgway, 1884) – petrel hawaiano;
- Pterodroma phaeopygia (Salvin, 1876) – petrel de las Galápagos;
- Pterodroma inexpectata (Forster, JR, 1844) – petrel moteado;
- Pterodroma cervicalis (Salvin, 1891) – petrel cuelliblanco;
- Pterodroma nigripennis (Rothschild, 1893) – petrel alinegro;
- Pterodroma axillaris (Salvin, 1893) – petrel de las Chatham;
- Pterodroma hypoleuca (Salvin, 1888) – petrel de las Bonin;
- Pterodroma leucoptera (Gould, 1844) – petrel de Gould;
- Pterodroma brevipes (Peale, 1849) – petrel acollarado;
- Pterodroma cookii (Gray, GR, 1843) – petrel de Cook;
- Pterodroma defilippiana (Giglioli & Salvadori, 1868) – petrel chileno;
- Pterodroma longirostris (Stejneger, 1893) – petrel de Más Afuera;
- Pterodroma pycrofti Falla, 1933 – petrel de Pycroft.

### AhoraLugensa(relacionado conPuffinus)
- Pterodroma brevirostris - petrel de Kerguelen,

### AhoraPseudobulweria(relacionado conPuffinus)
- Pterodroma macgillivrayi - petrel de las Fiyi,
- Pterodroma rostrata - petrel de Tahití,
- Pterodroma becki - petrel de Beck,
- Pterodroma aterrima - petrel de Reunión,
- Pterodroma rupinarum - petrel de Santa Helena, (extinta)

Un fósil del Pleistoceno de Aldabra, en el océano Índico, fue descrita como Pterodroma kurodai. Biogeográficamente, esta puede pertenecer a cualquiera de los géneros.